# 家意識
家意識（いえいしき）とは、「家」とその構成諸要素を中心に置く特定の観念である。

## 家と家意識
東アジアの漢字文化圏にある日本、中国、韓国、ベトナムなどでは、それぞれ同じ「家」という漢字を用いていても、国によって「家」の機能や人々の関係性に違いがある。例えば、中国における「家」の場合は同居共財という男系の親族等とそれを巡る財産の集まりであり、日本の「家」のように家業や家名の維持を重視する機能を持つものではない。 
「家意識」は具体的には総体としての家とその構成要素である先祖・家系・家名・家格・家業・家憲・家風などを尊重し、家長及びその後継者である長男もしくは養子を重んじて他の構成員との分の違いを明確化する。更に家系を継承する家長と長男もしくは養子は同居すること、地域・職域における本家と分家の結合を保全して同族集団の維持を図ることなどが挙げられる。
日本においては1947年における民法の大規模改正によって家制度は解体されたものの、家意識は地方部・高齢者を中心に強く温存され、内閣審議室などの政府機関の調査（1956年「家族制度に関する世論調査」など）でも家制度の支持や法的復活を求める意見が示されることがあった。しかし、高度経済成長期の急激な都市化・核家族化はこうした意識を急激に希薄化させていくことになった。
家父長制度、父権制あるいはそれに準じる意識がDVの原因となっているとの研究や指摘がある。現在の日本においても、選択的夫婦別姓制度を認めない現在の民法下では、夫の姓を名乗っている夫婦が多く、いわば妻が夫に従う形になるため、夫の中にはあたかも妻が自分の所有物であるかのような潜在意識を有する者がおり、妻に暴力を振るう傾向を持つことを否定できず、現在の制度は、DVの原因にもなっている、といった議論もある。